# Yves Desmet
Yves Desmet (Mechelen, 31 oktober 1959) is een Belgisch journalist en essayist. 

## Levensloop

### Journalistieke carrière
Desmet studeerde Latijn-Wetenschappen aan het Koninklijk Atheneum I Pitzemburg in Mechelen en communicatiewetenschappen aan de VUB.
In oktober 1994 werd hij hoofdredacteur van De Morgen, later politiek hoofdredacteur en van 2012 tot 2014 opnieuw hoofdredacteur. Van 2014 tot 2016 was hij opiniërend hoofdredacteur van De Morgen. In 2016 stapte hij over naar Humo, waar hij eerder al journalist was.
In januari 2013 veroordeelde de burgerlijke rechtbank van Mechelen Yves Desmet tot een symbolische schadevergoeding van één euro naar aanleiding van een opiniestuk uit januari 2012 over de ruzie tussen procureur-generaal Yves Liégeois en diamantaanklager Peter Van Calster in de Antwerpse diamantoorlog. De zaak werd aangespannen door de echtgenote van Liégeois. De Vlaamse Vereniging van Journalisten bij monde van nationaal secretaris Pol Deltour noemden de veroordeling van Desmets publicatie "een zware aantasting van de persvrijheid". Een dag later tekende Desmet beroep aan tegen de veroordeling bij het hof van beroep in Antwerpen. In april 2015 verwierp het Antwerpse hof van beroep de symbolische veroordeling van Desmet.

### Televisie
Op televisie kreeg hij bekendheid door het programma Polspoel & Desmet waarin hij samen met Gui Polspoel politici in de studio uitnodigt voor uitgebreide debatten. Het programma werd tussen 2001 en 2006 wekelijks uitgezonden op de commerciële omroep VTM. In 2013 verscheen bij uitgeverij Borgerhoff & Lamberigts Polspoel & Desmet - In de schaduw van de Wetstraat van Jan Van den Berghe, waarin Desmet en Polspoel werden geïnterviewd.
Yves Desmet nam in 2004 deel aan het tweede seizoen van De Slimste Mens ter Wereld. Hij verloor in de finale-aflevering van de latere winnaar Stany Crets. In 2010-2011 nam hij deel aan De Allerslimste Mens ter Wereld. Toen moest hij de quiz na 4 deelnames verlaten.

### Privé
Desmet is gehuwd. Hij heeft twee dochters uit een vorig huwelijk.

## Carrière
- 1982-1984: freelancejournalist
- 1984-1991: journalist De Morgen
- 1991-1994: journalist Humo
- 1994-2001: algemeen hoofdredacteur De Morgen
- 1998-heden: diverse televisieopdrachten
- 2001-2006: politiek hoofdredacteur De Morgen
- 2006-heden: politiek commentator
- 2012-2014: hoofdredacteur De Morgen
- 2014-2016: opiniërend hoofdredacteur De Morgen
- 2016-heden: journalist Humo

- Digitale Bibliotheek voor de Nederlandse Letteren: desm004
- Gemeinsame Normdatei: 141603860
- International Standard Name Identifier: 0000 0000 3814 5556
- Library of Congress Control Number: n2003101703
- Nederlandse Thesaurus van Auteursnamen: 149341091
- Virtual International Authority File: 33839236
- WorldCat: E39PBJtRKQkP68GC6bMft3fXh3